# Cavillatrix antennalis
Cavillatrix antennalis là một loài ruồi trong họ Tachinidae.